# Santiago Macchiavello Varas
Santiago Macchiavello Varas; (Antofagasta, 23 de agosto de 1899 - Iquique, 1 de noviembre de 1950). Fue un obrero y político radical chileno. Hijo de Constantino Macchiavello Ceppi y Fermina Varas Fuenzalida. Contrajo matrimonio con Raquel Chacón Bustamante (1929).

## Actividad profesional
Educado en la Escuela Superior N.º 1 de Antofagasta y en el Instituto Nacional. Ingresó a la Escuela de Leyes de la Universidad de Chile, donde se graduó como abogado (1922) con una tesis titulada “Algunos aspectos del problema de la industria del cobre en Chile y sus proyecciones económicas y sociales”.
Se dedicó a su profesión y fue Notario de Santiago. Además se dedicó a la economía y la sociología.
Fue profesor de Economía Política (1922) y de Economía Social y de Derecho de Minas (1925).

## Actividad política
Fue miembro del Partido Radical y delegado del gobierno a la Exposición Internacional del Centenario Boliviano, en La Paz en 1925.
Entre 1925 y 1927 ejerció como alcalde de la municipalidad de Iquique (1925-1927). En 1929 colaboró con la Dirección de Impuestos Internos, oponiéndose a la rebaja de impuestos al cobre.
Fue elegido diputado por Putaendo, San Felipe y Los Andes (1930-1934) y formó parte de la comisión permanente de Educación. Sin embargo, tras el estallido de la revolución del 4 de junio de 1932, se disolvió el Congreso Nacional y quedó suspendido su período legislativo.
Se dedicó luego a escribir obras en materia de política económica y economía del país. Además fue presidente de la Academia Literaria Ercilla de Antofagasta y director de la Asociación de Boy Scouts de Chile.